# Strjanci
Strjanci este o localitate din comuna Ormož, Slovenia, cu o populație de 84 de locuitori.